# リップ、リグ&パニック
『リップ、リグ&パニック』（Rip, Rig & Panic）は、アメリカ合衆国のジャズ・ミュージシャン、ローランド・カークが1965年にライムライト・レコードから発表したスタジオ・アルバム。

## 背景
本作のタイトルに関して、カーク自身は「リップ」がリップ・ヴァン・ウィンクル（または「レスト・イン・ピース」?）、「リグ」が「死後硬直 (rigor mortis)みたいなもの」という意味で、眠っている者や心が硬直した者が、自分の音楽を聴きパニックに陥るのだと説明している。「ノー・トニック・プレス」はレスター・ヤングに捧げられた曲で、「フロム・ベシェ、バイアス&ファッツ」はシドニー・ベシェ、ドン・バイアス、ファッツ・ウォーラーに捧げられた曲である。なお、本作に参加したプレイヤーのうちエルヴィン・ジョーンズを除く3人は、1968年9月17日にプレスティッジ・レコードで録音されたジャッキー・バイアードのリーダー・アルバム『ザ・ジャッキー・バイアード・エクスペリエンス』でも共演している。

## 評価・影響
Thom Juerkはオールミュージックにおいて満点の5点を付け「カークが残した録音の中でも、最も畏敬すべきリズム・セクションとチームを組んだ」「カークと彼のカルテットは、音楽理論的な変化を何度も繰り返し、彼が当代の芸術家であることを明示している」と評している。後にネナ・チェリーらが結成した「リップ・リグ&パニック」のバンド名は、本作から取られた。

## 収録曲
特記なき楽曲はローランド・カーク作。オリジナルLPでは1. - 4.がA面、5. - 7.がB面に収録された。
1. ノー・トニック・プレス - "No Tonic Pres" - 4:34
2. ワンス・イン・ア・ホワイル - "Once in a While" (Michael Edwards, Bud Green) - 4:02
3. フロム・ベシェ、バイアス・アンド・ファッツ - "From Bechet, Byas and Fats" - 6:31
4. ミスティカル・ドリーム - "Mystical Dream" - 2:39
5. リップ、リグ&パニック - "Rip, Rig and Panic" - 7:00
6. ブラック・ダイアモンド - "Black Diamond" (Milt Sealey) - 5:23
7. スリッパリー、ヒッパリー、フリッパリー - "Slippery, Hippery, Flippery" - 4:55

## 参加ミュージシャン
- ローランド・カーク - テナー・サクソフォーン、フルート、マンツェロ、ストリッチ、オーボエ、カスタネット、サイレン
- ジャッキー・バイアード - ピアノ
- リチャード・デイヴィス - ベース
- エルヴィン・ジョーンズ - ドラムス